# Urna (asterismo)

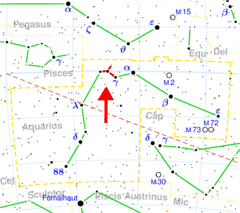
L'asterismo dell'Urna, in alto.

L'asterismo dell'Urna è un piccolo gruppo di stelle facenti parte della costellazione dell'Aquario.

## Osservazione
L'Urna è formata da quattro stelle, peraltro piuttosto deboli: Sadachbia, la γ Aquarii, seguita da ζ Aquarii e η Aquarii che formano il bordo dell'urna, mentre il fondo è indicato dalla stella π Aquarii; nessuno di questi astri è più brillante della magnitudine 4.
La sua osservazione è facilitata dalla presenza a nord-ovest della brillante stella Enif, appartenente alla vicina costellazione di Pegaso, e dal fatto che l'asterismo si trova a cavallo dell'equatore celeste, diventando visibile da tutte le latitudini della Terra.
Nonostante la sua piccola dimensione e la sua esigua luminosità, si tratta di un asterismo antichissimo, la cui origine è strettamente legata alla figura dell'Acquario, anch'essa di origini remote. L'asterismo rappresenta l'urna da cui fuoriesce un copioso flusso d'acqua, che secondo i vari miti rappresenta il fiume Nilo o, secondo i Greci, una mistura di acqua e nettare, la bevanda degli dèi.